# Pata cabriola

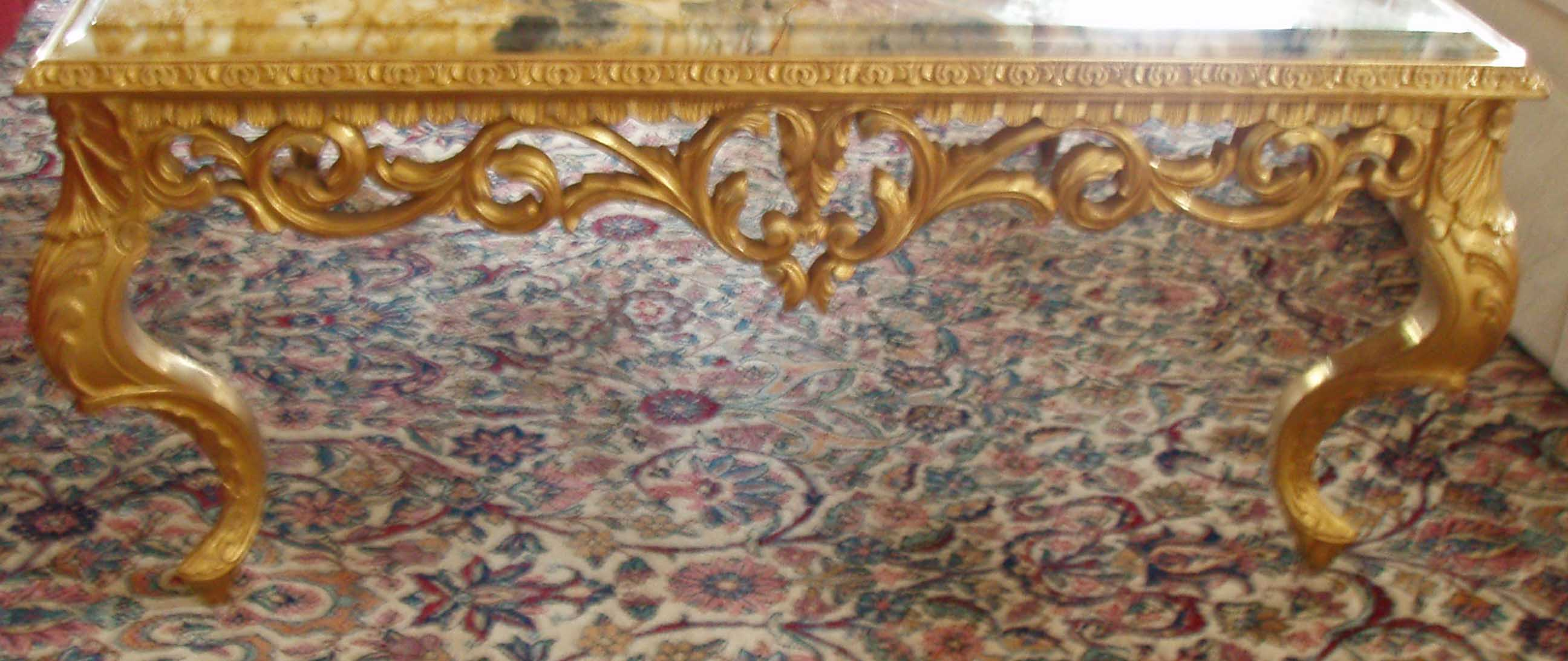
Mueble de patas cabriole de mármol

La pata cabriole o pata cabriola es un tipo para los cuatro soportes verticales de un mueble en este caso en forma de dos curvas; el arco superior es convexo, mientras el menor es cóncavo; la curva superior se inclina siempre hacia el exterior, mientras que la curva inferior se inclina hacia el interior. El eje de rotación de las dos curvas deben estar dentro del mismo plano. Este diseño fue utilizado por los antiguos chinos y los antiguos griegos, pero en Europa resurgió en el siglo XVIII, cuando se incorporó a los estilos más curvilíneos que se produjeron en Francia, Inglaterra y Holanda.

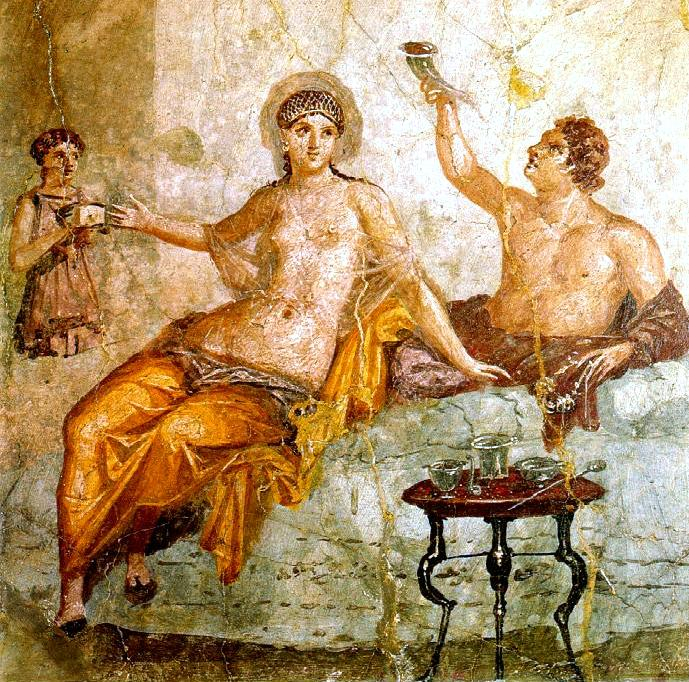
Mesilla estilo pata cabriole
en un fresco de Herculano, Italia,

Según Bird, "nada simboliza los muebles del siglo XVIII más que la pata cabriole." El diseño cabriole se asocia a menudo con el bollo o la "bola y garra" (diseños de pie de muebles). En Inglaterra, este diseño era característico de los muebles de estilo reina Ana (Queen Anne) y Chippendale. En Francia, la pata cabriole se asocia con muebles del reinado de Luis XV El diseño cabriole apareció por primera vez en EE. UU. en el siglo XVIII. La base de su concepto original fue emulado en las piernas de algunos mamíferos de cuatro patas, especialmente ungulados. La etimología de este término se deriva específicamente de la palabra francesa cabrioler, que significa saltar como una cabra ".

## Historia
Las formas más tempranas de la pata cabriola eran conocidas por los antiguos chinos y griegos. En el caso de los antiguos chinos, estaba relacionada más estrechamente con los muebles lacados. Mientras que la cultura china preservó la continuidad histórica de su uso, los europeos perdieron este estilo antes de la Edad Media. Por último, en Francia, en el siglo XVIII reapareció el estilo de patas cabriolas, imitando un diseño de desplazamiento gráfico popular encontrado en el arte francés hacia el año 1700; en Francia este diseño fue parte del estilo Rococó. Rápidamente Inglaterra produjo su versión de la pata cabriola, que históricamente se llamaron muebles de estilo Reina Ana (Queen Anne Style) y se asocian con el periodo de 1712 a 1760 El reinado de la reina Ana duró desde 1702 hasta 1712, pero el estilo de los muebles se considera generalmente que continuó de moda hasta 1760, a pesar de las imitaciones que tenía por supuesto, llegando así incluso a períodos posteriores. La silla pata cabriole tipo reina Ana normalmente tenía una espalda con un diseño y un aro en forma de jarrón achaparrado, además de la pata de cabra (Un diseño alternativo consistía en un estilo chino, que tenía crestería plana, bordes posteriores verticales y una pata o soporte también en estilo cabriole). Una evolución posterior de la pata cabriole en Inglaterra se produjo aproximadamente hacia el año 1750 con la llegada del diseño Chippendale; mientras que las sillas Chippendale adoptaron la pata cabriole, el diseño de estas se hicieron más delicadas que las de estilo Queen Anne.
Los diseños de Estados Unidos surgieron a mediados del siglo XVIII, imitando el estilo inglés reina Ana y tomaron prestados elementos de las tres sub-períodos de su desarrollo en Inglaterra: período de la reina Ana (1702-1714), período del rey Jorge (1714-1727) y el período de Jorge II (1727-1760)]]. Para demostrar el papel central de la pata cabriole en este periodo de muebles norteamericanos, este periodo "ha sido frecuentemente llamado el período cabriole, y esto es sin término equivocado, ya que la pata cabriole encontró empleo casi universal en la mayoría de las formas de los muebles". La pata cabriole estadounidense está fuertemente asociada con el diseño del cojín de pie Las diferencias regionales surgieron en estilos cabriole norteamericanos a finales del siglo XVIII; por ejemplo, el estilo República de Massachusetts contaba con una pata cabriole muy delgada en comparación con otros lugares.

## Ejemplos en colecciones notables
Hay una serie de piezas de pata cabriolé en importantes colecciones de muebles antiguos históricos. En las notables colecciones de Henry Cavendish hay un conjunto de "diez sillas de pata cabriole con incrustaciones de madera satinada a juego con un sofá de patas cabriole" documentadas como adquiridas por el propio Cavendish. Otro ejemplo se manifiesta en un candelabro de cerezo derivado de Gloucester con patas cabriolé, descrito por el Instituto Essex como producido entre 1725 y 1750.